# Paniqua
Paniqua,  già Ponique (in sloveno Ponikve) è un paese della Slovenia, frazione del comune di Tolmino.

## Geografia fisica
La località è situata a 12,6 km dal confine italiano, su delle alture vicino alla sponda destra del fiume Idria.
Del paese fanno parte anche le località di Lazi, Ostrožnik, Penček, Rute, Zagomilica, Jermol e Zapušnik.

## Alture
Il centro del villaggio sorge in una conca circondata dai seguenti colli: Oblačno Brdo (755 m), Pušnik (841 m, l'altura principale), Zadnik, Gaslica (747 m), Križ (723 m), Lepa Gorica (738 m). Il Colle Penčkov (912 m), si trova ad est, a nord dell'omonima frazione.

## Laghi e fiumi
Il Lago intermittente di Rupa (superficie 0.12 ettari, max. profondità 2 m) si trova a nord del villaggio. Il lago costituisce la fonte di un torrente carsico che scompare in una gorgia alla fine dell'abitato, e probabilmente riemerge presso la grotta di Kresnica sotto il casale di Potoka presso Slappe d'Idria. Nella parte orientale del paese si trova il piccolo stagno Na Kalih, a nordest di Zagomilca, mentre lo stagno Grahel (Grahelnova mlaka) giace all'estremità orientale del villaggio di Penček.
La località è bagnata dal torrente Kostanjevica.

## Storia
Il paese è citato per la prima volta nel XIV secolo con il nome di Pingan. Durante il dominio asburgico Paniqua fu comune autonomo. Al momento della costituzione del comune catastale di Paniqua, esso comprendeva anche il vicino insediamento di Logarschie (Logaršče). In seguito ad esso venne aggregato anche il vicino comune catastale di Pechena (Pečine). 
Dal 1920 al 1947 fece parte del Regno d'Italia, inquadrato nella provincia di Gorizia come comune autonomo, comprendendo le frazioni di Logarschie (Logaršče-Rakovec) e Pecine (Pečine). Nel 1928 però fu soppresso e aggregato a Santa Lucia d'Isonzo; passò poi alla Jugoslavia e quindi alla Slovenia.

## Nome
Il toponimo Ponikve è il plurale della parola ponikva ' fiume carsico' o 'gorgia in cui scompare un fiume'.

## Architettura
Le tipiche case dell'abitato sono costituite dalle costruzioni a due piani del tipo di quelle di Circhina, alcune delle quali avevano ancora, fino alla metà del XX secolo, i caratteristici tetti di paglia. I pagliai sono di tipo doppio e sono chiamati toplar.

## Monumenti e luoghi d'interesse
La chiesa parrocchiale di Paniqua, originariamente del 1480, e poi rimaneggiata in epoca barocca, è dedicata all'Annunciazione della Vergine e appartiene alla diocesi di Capodistria. La chiesa venne incendiata durante la seconda guerra mondiale, ma fu ricostruita nel dopoguerra su progetto di Jože Plečnik. Una seconda cappella è dedicata a Sant'Anna.